# 阿瓜布蘭卡 (帕拉伊巴州)

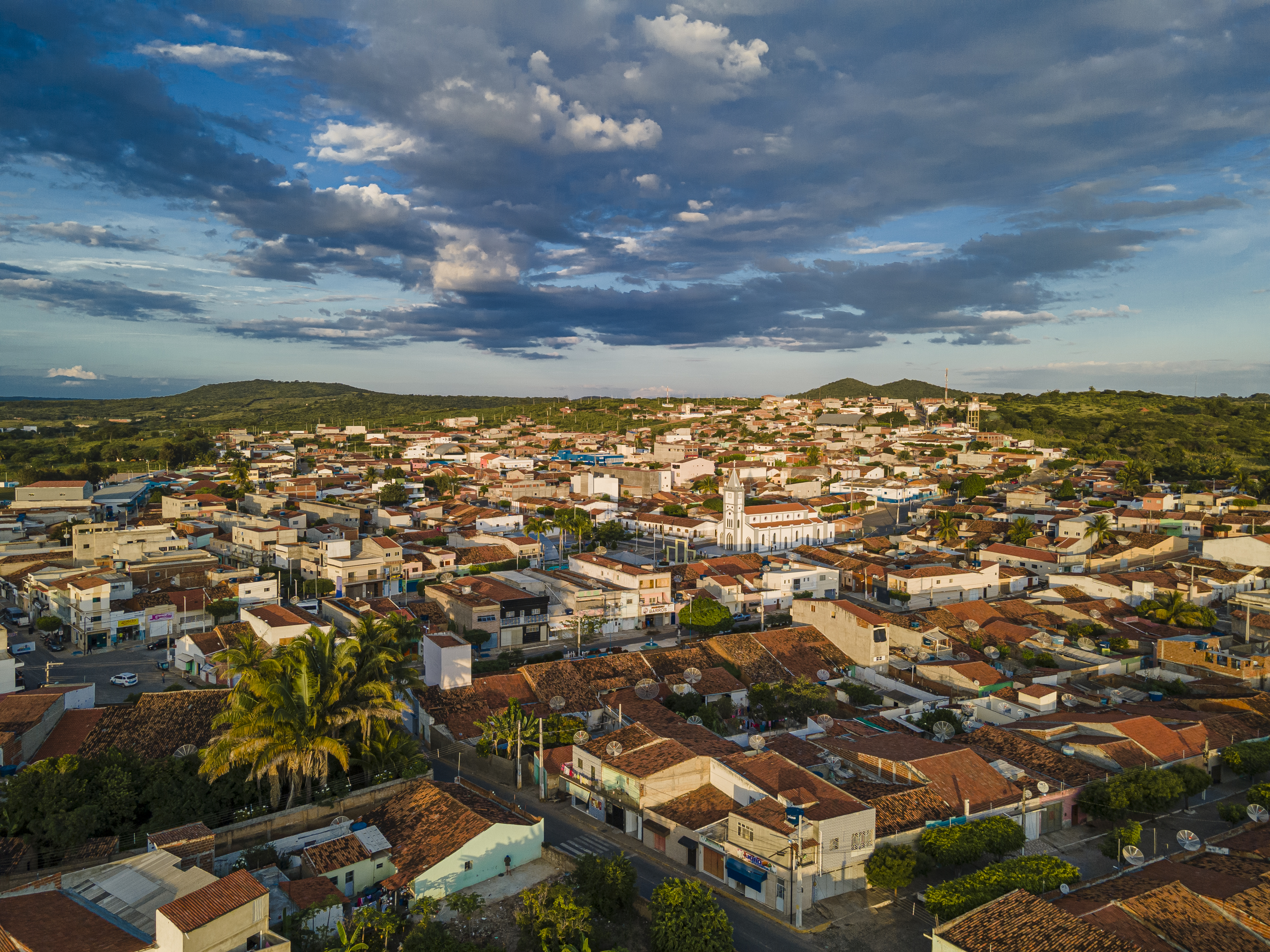
阿瓜布蘭卡

阿瓜布蘭卡（葡萄牙語：Água Branca），是巴西的城鎮，位於該國東北部，由帕拉伊巴州負責管轄，始建於1959年9月24日，面積220.6平方公里，海拔高度735米，2014年人口9,990，人口密度每平方公里45.28人。